# ポーク郡 (テネシー州)
ポーク郡（英: Polk County）は、アメリカ合衆国テネシー州の南部に位置する郡である。2010年国勢調査での人口は16,825人であり、2000年の16,050人から4.8%増加した。郡庁所在地はベントン市（人口3,284人）であり、同郡で人口最大の都市でもある。ポーク郡は1839年11月28日にブラッドリー郡とマクミン郡の一部を合わせて設立された。郡名は当時のテネシー州知事、後に第11代アメリカ合衆国大統領になったジェームズ・ポークに因んで名付けられた。
ポーク郡はクリーブランド大都市圏に属している。

## 歴史
南北戦争中の1863年12月12日、アメリカ陸軍（北軍）第14軍団第2師団のジェフ・C・デイビス准将がオコー川とハイアワシー川周辺の事情についてウィリアム・シャーマン将軍に報告した。この地域はトウモロコシ、小麦および肉が豊富にあるという報告だった。南軍が幾らかを徴発していたが、地域民にとっては十分残されていた。ポーク郡ベントンからジョージア州スプリングプレースに至る道路は良い状態にあるとも報告した。唯一心配なことは山岳部に隠れている南軍ゲリラとレッドクレイ地域の大規模な南軍騎兵隊だった。
この日にはまた、北軍ケンタッキー第21連隊が、オコー川沿いベントンに近いボイズミルを占領していた。
この12月に第2騎兵師団第2旅団のイーライ・ロング大佐は、フェデラル道路で南軍政府に属する豚300頭を捕獲し、オコー川河口でも500頭を捕獲したと報告した。

## 地理
アメリカ合衆国国勢調査局に拠れば、郡域全面積は442平方マイル (1,140 km2)であり、このうち陸地435平方マイル (1,130 km2)、水域は7平方マイル (18 km2)で水域率は1.65%である。
ポーク郡東部の土地の大半はビッグフロッグ山など山岳部であり、アパラチア山脈の南部に入っている。大きな面積がチェロキー国立の森に入っている。1996年のアトランタオリンピックでカヌーのスラローム競技が行われたオコー川が、郡内を流れ、郡の主要産業の1つである急流下りにとって重要である。これより大人しいハイワシー川はテネシー川の支流であり、郡北部を流れ、ラフティングやチュービング（タイヤチューブを使った川下り）にも使われている。
2009年11月、大きな地滑りでオコー川峡谷を通るアメリカ国道64号線を塞いだ。この道はダックタウンに近い地域と郡庁所在地のベントンを繋ぐ郡の幹線道である。テネシー州交通省はこの道路の修復に2か月を要し、210万ドルを要すると推計した。
郡内にはコッパーベイスン高校とポーク郡高校の2つの高校がある。ポーク郡高校は州内で最も活動的なFFA支部の1つを持っている。さらにアメリカ・ウェブ開発の将来事業指導者など全国的なタイトルを獲得してきた。

### 隣接する郡
- モンロー郡 - 北東
- チェロキー郡 (ノースカロライナ州) - 東
- ファニン郡 (ジョージア州) - 南東
- マレー郡 (ジョージア州) - 南西
- ブラッドリー郡 - 西
- マクミン郡 - 北西

### 国立保護地域
- チェロキー国立の森（部分）

## 人口動態

人口ピラミッド

以下は2010年の国勢調査による人口統計データである。
| 基礎データ - 人口: 16,825人 - 世帯数: 6,653 世帯 - 家族数: 4,755 家族 - 人口密度: 15人/km2（39人/mi2） - 住居数: 7,991軒 - 住居密度: 7軒/km2（18軒/mi2） 人種別人口構成 - 白人: 97.5% - アフリカン・アメリカン: 0.3% - ネイティブ・アメリカン: 0.4% - アジア人: 0.1% - 太平洋諸島系: 0.0002% - その他の人種: 0.4% - 混血: 1.3% - ヒスパニック・ラテン系: 1.4% | 年齢別人口構成 - 18歳未満: 22.1% - 18-24歳: 5.0% - 25-34歳: 10.2% - 35-49歳: 21.6% - 50-64歳: 21.7% - 65歳以上: 17.1% - 年齢の中央値: 43歳 世帯と家族（対世帯数） - 18歳未満の子供がいる: 26.1% - 結婚・同居している夫婦: 56.6% - 未婚・離婚・死別女性が世帯主: 9.0% - 非家族世帯: 26.3% - 単身世帯: 25.0% - 65歳以上の老人1人暮らし: 11.2% - 平均構成人数 - 世帯: 2.49人 - 家族: 2.96人 | 収入と家計 - 収入の中央値 - 世帯: 29,643米ドル - 家族: 36,370米ドル - 性別 - 男性: 27,703米ドル - 女性: 21,010米ドル - 人口1人あたり収入: 16,-25米ドル - 貧困線以下 - 対人口: 13.0% - 対家族数: 9.7% - 18歳未満: 13.8% - 65歳以上: 18.4% |

## 都市と町
- ベントン - 郡庁所在地
- カッパーヒル
- ダックタウン

### 未編入の町
| - コナソーガ - デラノ - ファーナー | - ハーバック - オコー - オールドフォート | - リライアンス - タートルタウン - グリージークリーク |

## 教育
郡内には小学校3校、中学校1校、高校2校がある。